# Dabolava
Dabolava est une commune urbaine malgache située dans la partie nord-est de la région du Menabe.

## Démographie
L'économie de dabolava peut avoir une bonne valeur car on a trouvé beaucoup de gisement d'or là bas